# Gideon's Day
Gideon's Day is een Britse misdaadfilm uit 1958 onder regie van John Ford. Het scenario is gebaseerd op de gelijknamige roman uit 1955 van de Britse auteur John Creasey.

## Verhaal
Inspecteur George Gideon van Scotland Yard beschuldigt enkele collega's van corruptie. Hij onderzoekt een moord in Manchester en een inbraak in Londen, die gepleegd zijn door dezelfde dader. Hij raakt tevens betrokken bij een gijzelingsactie. Daarnaast heeft hij ook nog gezinsproblemen.

## Rolverdeling
| Acteur                 | Personage               |
| ---------------------- | ----------------------- |
| Jack Hawkins           | Gideon                  |
| Anna Lee               | Mevrouw Gideon          |
| Anna Massey            | Sally Gideon            |
| Andrew Ray             | Farnaby Green           |
| Howard Marion-Crawford | Hoofd van Scotland Yard |
| John Loder             | Hertog                  |
| Barry Keegan           | Chauffeur               |
| Frank Lawton           | Liggot                  |
| Michael Trubshawe      | Golightly               |
| Derek Bond             | Sergeant Kirby          |
| Grizelda Harvey        | Mevrouw Kirby           |
| Henry B. Longhurst     | Dominee                 |
| Doreen Madden          | Dochter van de dominee  |
| Jack Watling           | Kapelaan                |
| Cyril Cusack           | Birdie Sparrow          |